# Modrzew (Łódź)
Modrzew (dawn. Modrzewie) – dawna podłódzka miejscowość, od 1946 osiedle w zachodniej części Łodzi, w dzielnicy Bałuty. Administracyjnie wchodzi w skład osiedla Wzniesień Łódzkich. Jest to ulicówka rozpościerająca się wzdłuż ulicy Żółwiowej i – w przedłużeniu – ulicy Okólnej.  Modrzew ma skrajnie peryferyjne położenie na samej północy Łodzi. Pod Modrzewiem rozpoczyna bieg Bzura Łagiewniczanka.

## Historia
Modrzew to dawna wieś, od 1867 w gminie Łagiewniki w powiecie łódzkim. Pod koniec XIX wieku liczył 184 mieszkańców. W okresie międzywojennym należała do powiatu łódzkiego w woj. łódzkim. W 1921 roku liczba mieszkańców wynosiła 222. 1 września 1933 weszła w skład nowo utworzonej gromady (sołectwa) Modrzew w granicach gminy Łagiewniki, składającej się z samego Modrzewia. Podczas II wojny światowej włączony do III Rzeszy.
Po wojnie Modrzew powrócił na krótko do powiatu łódzkiego woj. łódzkim, lecz już 13 lutego 1946 włączono go do Łodzi.